# West Rand
West Rand – dystrykt w Republice Południowej Afryki, w prowincji Gauteng. Dystrykt znajduje się w zachodniej części regionu Witwatersrand i stanowi część konurbacji Johannesburga. Obszar ten został zasiedlony przez Europejczyków po odkryciu na tym terenie złota w 1886 roku. West Rand rozciąga się od Randfontein na zachodzie do Roodepoort na wschodzie. Większość mieszkańców dystryktu posługuje się językiem Setswana. Siedzibą administracyjną dystryktu jest Randfontein.
Dystrykt dzieli się na gminy:
- Mogale City
- Randfontein
- Westonaria
- Merafong City (od 2009 roku)